# Олійник Митрофан Гервасійович
Митрофан Гервасійович Олійник (1906, село Спичинці Бердичівського повіту Київської губернії, тепер Погребищенського району Вінницької області — розстріляний 2 вересня 1937, Київ) — український радянський партійний діяч, 2-й секретар Київського міськкому КП(б)У. Кандидат в члени ЦК КП(б)У в червні — серпні 1937 р.

## Біографія
Народився в родині робітника-слюсаря. У квітні 1920 — грудні 1921 р. — чорнороб цукрового заводу в містечку Спичинцях Бердичівського повіту. У 1922 році закінчив семирічну школу в Спичинцях.
У січні 1922 — вересні 1923 р. — помічник електротехніка цукрового заводу в містечку Спичинцях Бердичівського повіту. У 1922 році вступив до комсомолу. У жовтні 1923 — вересні 1926 р. — електротехнік і голова заводського комітету профспілки Рижівського цукрового заводу в селі Колодистому Уманського округу.
Член РКП(б) з липня 1926 року.
У жовтні 1926 — січні 1928 р. — голова заводського комітету профспілки Рижівського цукрового заводу в селі Колодистому Уманського округу. У лютому — жовтні 1928 р. — слухач Центральних продовольчих курсів у Москві. У листопаді 1928 — червні 1929 р. — голова заводського комітету профспілки цукрового заводу в селі Тальному Уманського округу.
У липні 1929 — лютому 1930 р. — завідувач відділу культури Уманського окружного комітету Спілки цукровиків. У березні — серпні 1930 р. — завідувач організаційного сектору Уманської окружної продовольчої ради. У вересні 1930 — червні 1931 р. — завідувач агітаційно-масового відділу Уманського районного комітету КП(б)У.
У липні 1931 — лютому 1932 р. — завідувач відділу культури Всеукраїнського комітету Спілки цукровиків у місті Харкові.
У березні — вересні 1932 р. — відповідальний секретар Київського обласного комітету Спілки цукровиків. У жовтні 1932 — квітні 1935 р. — голова Київського обласного комітету Спілки цукровиків.
У травні — липні 1935 р. — 2-й секретар Ленінського районного комітету КП(б)У в місті Києві. У серпні 1935 — березні 1937 р. — 1-й секретар Ленінського районного комітету КП(б)У в місті Києві.
У березні — липні 1937 р. — 2-й секретар Київського міського комітету КП(б)У.
Заарештований 17 серпня 1937 року. Розстріляний 2 вересня 1937 року в Києві. 